# 吉美村
吉美村（きみむら）は、京都府何鹿郡にあった村。現在の綾部市中心部の北方、由良川の右岸、舞鶴若狭自動車道・綾部インターチェンジの周辺にあたる。

## 地理
- 山岳：城山
- 河川：由良川

## 歴史
- 1889年（明治22年）4月1日 - 町村制の施行により、有岡村・里村・高倉村・小呂村・星原村・多田村の区域をもって発足。
- 1950年（昭和25年）8月1日 - 綾部町・中筋村・山家村・西八田村・東八田村・口上林村と合併して綾部市が発足。同日吉美村廃止。

## 交通

### 道路
現在は旧村域に舞鶴若狭自動車道の綾部インターチェンジが所在するが、当時は未開通。